# Luật Quy định quyền lập hội (Việt Nam)
Luật Quy định quyền lập hội là đạo luật được Quốc hội Việt Nam khóa I thông qua tại kỳ họp thứ 6 ngày 1 tháng 1 năm 1957, ban hành ngày 20 tháng 5 và có hiệu lực thi hành từ ngày 4 tháng 6 năm 1957.

## Bố cục
Đạo luật bao gồm 12 điều:
Điều 1.
Quyền lập hội của nhân dân được tôn trọng và bảo đảm. Lập hội phải có mục đích chính đáng, phù hợp với lợi ích nhân dân, có tác dụng đoàn kết nhân dân, để góp phần xây dựng chế độ dân chủ nhân dân của nước ta.
Điều 2.
Mọi người đều có quyền lập hội, trừ những người mất quyền công dân hoặc đang bị truy tố trước pháp luật.
Mọi người có quyền tự do vào hội thành lập hợp pháp, và có quyền tự do ra hội.
Không ai được xâm phạm quyền lập hội và quyền tự do vào hội, ra hội của người khác.
Điều 3.
Để bảo đảm việc lập hội có mục đích chính đáng, bảo vệ và củng cố chế độ dân chủ nhân dân, lập hội phải xin phép.
Thể lệ lập hội sẽ do Chính phủ quy định.
Điều 4.
Những hội đã thành lập trước ngày ban hành luật này và đã hoạt động trong vùng tạm bị chiếm trong thời kỳ kháng chiến, nay muốn tiếp tục hoạt động, đều phải xin phép lại.
Điều 5.
Hội thành lập hợp pháp phải hoạt động theo đúng điều lệ của hội và theo đúng các luật lệ hiện hành, được phép thu hội phí của hội viên, mua bán đổi chác tài sản cần thiết cho sự hoạt động của hội và thưa kiện trước toà án.
Những người chịu trách nhiệm chính của hội, tuỳ trường hợp, là những người sáng lập hay là những uỷ viên ban chấp hành của hội.
Điều 6.
Nếu vi phạm những điều 3, 4 và 5 trên đây thì tuỳ theo trường hợp nặng nhẹ, những người có trách nhiệm sẽ bị cảnh cáo hay là bị truy tố trước toà án, và hội có thể bị giải tán, tài sản của hội có thể bị tịch thu.
Trường hợp bị truy tố trước toà án, những người có trách nhiệm sẽ bị phạt tiền từ mười vạn đồng (100.000 đ) đến năm mươi vạn đồng (500.000 đ) và phạt tù từ một tháng đến một năm, hoặc một trong hai hình phạt ấy.
Trường hợp hội đã bị giải tán mà vẫn cứ tiếp tục hoạt động hoặc tổ chức lại một cách không hợp pháp, thì những người có trách nhiệm sẽ bị truy tố trước toà án và sẽ bị xử phạt tiền từ hai mươi vạn đồng (200.000 đ) đến một triệu đồng (1.000.000 đ) và phạt tù từ một tháng đến hai năm, hoặc một trong hai hình phạt ấy, hội sẽ bị giải tán, tài sản của hội sẽ bị tịch thu.
Điều 7.
Người nào xâm phạm đến quyền lập hội hoặc đến quyền tự do vào hội, ra hội của người khác có thể bị cảnh cáo hoặc bị truy tố trước toà án và bị xử phạt tù từ một tháng đến một năm.
Điều 8.
Người nào lợi dụng quyền lập hội để hoạt động nguy hại đến lợi ích nước nhà, lợi ích nhân dân như là chống pháp luật, chống lại chế độ, chống lại chính quyền dân chủ nhân dân, chia rẽ dân tộc, hại đến thuần phong mỹ tục, phá hoại sự nghiệp đấu tranh cho hoà bình, thống nhất, độc lập, dân chủ của Tổ quốc, phá tình hữu nghị giữa nhân dân ta với nhân dân các nước, tuyên truyền chiến tranh, sẽ bị truy tố trước toà án và xử phạt theo luật pháp hiện hành, hội có thể bị giải tán và tài sản của hội có thể bị tịch thu.
Điều 9.
Các đoàn thể dân chủ và các đoàn thể nhân dân đã tham gia Mặt trận dân tộc thống nhất trong thời kỳ kháng chiến, được Quốc hội và Chính phủ công nhận, không thuộc phạm vi quy định của luật này.
Điều 10.
Các hội có mục đích kinh tế không thuộc phạm vi quy định của luật này.
Điều 11.
Tất cả luật lệ nào trái với luật này đều bãi bỏ.
Điều 12.
Chính phủ quy định những chi tiết thi hành luật này.